# 日本の漁業協同組合一覧
日本の漁業協同組合一覧（にほんのぎょぎょうきょうどうくみあいいちらん）は、日本の漁業協同組合を一覧にしたものである。漁業協同組合連合会もあわせて一覧にする。

## 漁業協同組合連合会

### 沿海漁連
全国
- 全国漁業協同組合連合会（JF全漁連）

都道府県及びその一部地域
- 北海道漁業協同組合連合会（北海道ぎょれん）
- 青森県漁業協同組合連合会
- 岩手県漁業協同組合連合会
- 福島県漁業協同組合連合会
- 茨城沿海地区漁業協同組合連合会
- 千葉県漁業協同組合連合会
- 東京都漁業協同組合連合会
- 神奈川県漁業協同組合連合会
- 新潟県漁業協同組合連合会
- 富山県漁業協同組合連合会
- 福井県漁業協同組合連合会
- 静岡県漁業協同組合連合会
- 愛知県漁業協同組合連合会
- 三重県漁業協同組合連合会
- 大阪府漁業協同組合連合会
- 兵庫県漁業協同組合連合会
- 和歌山県漁業協同組合連合会
- 岡山県漁業協同組合連合会
- 広島県漁業協同組合連合会
- 香川県漁業協同組合連合会
- 徳島県漁業協同組合連合会
- 福岡県漁業協同組合連合会（JF福岡ぎょれん、玄界灘・響灘）
- 福岡有明海漁業協同組合連合会（JF福岡有明海漁連）
- 長崎県漁業協同組合連合会
- 熊本県漁業協同組合連合会
- 宮崎県漁業協同組合連合会
- 鹿児島県漁業協同組合連合会
- 沖縄県漁業協同組合連合会

業種別
- 北海道機船漁業協同組合連合会
- 全国真珠養殖漁業協同組合連合会

### 内水面漁連
全国
- 全国内水面漁業協同組合連合会

都道府県
- 青森県内水面漁業協同組合連合会
- 岩手県内水面漁業協同組合連合会
- 秋田県内水面漁業協同組合連合会
- 山形県内水面漁業協同組合連合会
- 福島県内水面漁業協同組合連合会
- 茨城県内水面漁業協同組合連合会
- 栃木県漁業協同組合連合会
- 群馬県漁業協同組合連合会
- 埼玉県漁業協同組合連合会
- 千葉県内水面漁業協同組合連合会
- 東京都内水面漁業協同組合連合会
- 神奈川県内水面漁業協同組合連合会
- 新潟県内水面漁業協同組合連合会
- 富山県内水面漁業協同組合連合会
- 石川県内水面漁業協同組合連合会
- 福井県内水面漁業協同組合連合会
- 山梨県漁業協同組合連合会
- 長野県漁業協同組合連合会
- 岐阜県漁業協同組合連合会
- 静岡県内水面漁業協同組合連合会
- 愛知県内水面漁業協同組合連合会
- 三重県内水面漁業協同組合連合会
- 滋賀県漁業協同組合連合会
- 滋賀県河川漁業協同組合連合会
- 京都府内水面漁業協同組合連合会
- 兵庫県内水面漁業協同組合連合会
- 奈良県漁業協同組合連合会
- 和歌山県内水面漁業協同組合連合会
- 鳥取県内水面漁業協同組合連合会
- 島根県内水面漁業協同組合連合会
- 岡山県内水面漁業協同組合連合会
- 広島県内水面漁業協同組合連合会
- 山口県内水面漁業協同組合連合会
- 徳島県内水面漁業協同組合連合会
- 愛媛県内水面漁業協同組合連合会
- 高知県内水面漁業協同組合連合会
- 福岡県内水面漁業協同組合連合会
- 熊本県内水面漁業協同組合連合会
- 大分県内水面漁業協同組合連合会
- おおいた河川漁業協同組合連合会
- 宮崎県内水面漁業協同組合連合会
- 鹿児島県内水面漁業協同組合連合会

業種別
- 全国鮎養殖漁業組合連合会
- 日本養鰻漁業協同組合連合会

## 北海道地方

### 小樽管内
- 石狩湾漁業協同組合
- 小樽市漁業協同組合
- 小樽機船漁業協同組合
- 余市郡漁業協同組合
- 東しゃこたん漁業協同組合
- 古宇郡漁業協同組合
- 岩内郡漁業協同組合
- 寿都町漁業協同組合
- 島牧漁業協同組合

### 檜山管内
- ひやま漁業協同組合

### 函館管内
- 松前さくら漁業協同組合
- 福島吉岡漁業協同組合
- 上磯郡漁業協同組合
- 函館市漁業協同組合
- 銭亀沢漁業協同組合
- 戸井漁業協同組合
- えさん漁業協同組合
- 南かやべ漁業協同組合
- 鹿部漁業協同組合
- 砂原漁業協同組合
- 森漁業協同組合
- 落部漁業協同組合
- 八雲町漁業協同組合
- 長万部漁業協同組合

### 室蘭管内
- いぶり噴火湾漁業協同組合
- 室蘭漁業協同組合
- いぶり中央漁業協同組合
- 苫小牧漁業協同組合
- 鵡川漁業協同組合

### 日高管内
- ひだか漁業協同組合
- 日高中央漁業協同組合
- えりも漁業協同組合

### 釧路管内
- 広尾漁業協同組合
- 大樹漁業協同組合
- 大津漁業協同組合
- 白糠漁業協同組合
- 釧路市漁業協同組合
- 釧路市東部漁業協同組合
- 昆布森漁業協同組合
- 厚岸漁業協同組合
- 散布漁業協同組合
- 浜中漁業協同組合
- 釧路機船漁業協同組合

### 根室管内
- 落石漁業協同組合
- 歯舞漁業協同組合
- 根室漁業協同組合
- 根室湾中部漁業協同組合
- 別海漁業協同組合
- 野付漁業協同組合
- 標津漁業協同組合
- 羅臼漁業協同組合

### 北見管内
- ウトロ漁業協同組合
- 斜里第一漁業協同組合
- 網走漁業協同組合
- 西網走漁業協同組合
- 常呂漁業協同組合
- 佐呂間漁業協同組合
- 湧別漁業協同組合
- 紋別漁業協同組合
- 沙留漁業協同組合
- 雄武漁業協同組合

### 稚内管内
- 枝幸漁業協同組合
- 頓別漁業協同組合
- 猿払村漁業協同組合
- 宗谷漁業協同組合
- 稚内漁業協同組合
- 稚内機船漁業協同組合
- 利尻漁業協同組合
- 香深漁業協同組合
- 船泊漁業協同組合

### 留萌管内
- 遠別漁業協同組合
- 北るもい漁業協同組合
- 新星マリン漁業協同組合
- 増毛漁業協同組合

### 空知管内
- 朱鞠内湖淡水漁業協同組合

## 東北地方

### 青森県
- 大間越漁業協同組合
- 深浦漁業協同組合
- 風合瀬漁業協同組合
- 新深浦町漁業協同組合
- 赤石水産漁業協同組合
- 鰺ヶ沢漁業協同組合
- 車力漁業協同組合
- 十三漁業協同組合
- 下前漁業協同組合
- 小泊漁業協同組合
- 三厩漁業協同組合
- 竜飛今別漁業協同組合
- 外ヶ浜漁業協同組合
- 蓬田村漁業協同組合
- 後潟漁業協同組合
- 青森市漁業協同組合
- 平内町漁業協同組合
- 野辺地町漁業協同組合
- 横浜町漁業協同組合
- むつ市漁業協同組合
- 川内町漁業協同組合
- 脇野沢村漁業協同組合
- 佐井村漁業協同組合
- 奥戸漁業協同組合
- 大間漁業協同組合
- 風間浦漁業協同組合
- 大畑町漁業協同組合
- 関根浜漁業協同組合
- 石持漁業協同組合
- 野牛漁業協同組合
- 岩屋漁業協同組合
- 尻屋漁業協同組合
- 尻労漁業協同組合
- 猿ヶ森漁業協同組合
- 小田野沢漁業協同組合
- 白糠漁業協同組合
- 泊漁業協同組合
- 六ヶ所村海水漁業協同組合
- 六ヶ所村漁業協同組合
- 小川原湖漁業協同組合
- 三沢市漁業協同組合
- 百石町漁業協同組合
- 市川漁業協同組合
- 八戸みなと漁業協同組合
- 八戸鮫浦漁業協同組合
- 八戸市南浜漁業協同組合
- 階上漁業協同組合
- 青森県鰹鮪漁業協同組合
- 青森県旋網漁業協同組合
- 八戸機船底曳網漁業協同組合

### 岩手県
- 釜石無線漁業協同組合
- 岩手県内水面漁業協同組合
- 洋野町漁業協同組合
- 久慈市漁業協同組合
- 重茂漁業協同組合
- 広田湾漁業協同組合
- 田老町漁業協同組合
- 雫石川漁業協同組合
- 馬淵川漁業協同組合
- 北リアス魚彩館
- 大船渡市漁業協同組合
- 大槌町漁業協同組合
- 吉浜漁業協同組合
- 綾里漁業協同組合

### 宮城県
- 宮城県漁業協同組合
- 牡鹿漁業協同組合
- 塩釜市漁業協同組合

### 秋田県
- 秋田県漁業協同組合
- 雄勝漁業協同組合
- 皆瀬川筋漁業協同組合
- 成瀬川漁業協同組合
- 県南漁業協同組合
- 横手川漁業協同組合
- 仙北中央漁業協同組合
- 角館漁業協同組合
- 仙北西部漁業協同組合
- 鹿角市河川漁業協同組合
- 比内町漁業協同組合
- 大館市漁業協同組合
- 田代町漁業協同組合
- 鷹巣町漁業協同組合
- 阿仁川漁業協同組合
- 粕毛漁業協同組合
- 能代市常盤川漁業協同組合
- 子吉川水系漁業協同組合
- 八森町真瀬川漁業協同組合
- 馬場目川漁業協同組合
- 田沢湖町漁業協同組合

### 山形県
- 山形県漁業協同組合

### 福島県
- いわき市漁業協同組合
- 小名浜漁業協同組合
- 相馬双葉漁業協同組合
- 小名浜底曳漁業協同組合
- 福島県旋網漁業協同組合
- 中之作漁業協同組合
- 江名漁業協同組合
- 福島県無線漁業協同組合
- 福島県鰹鮪漁業者協会

## 関東地方

### 茨城県
- 平潟漁業協同組合
- 大津漁業協同組合
- 川尻漁業協同組合
- 会瀬漁業協同組合
- 河原子漁業協同組合
- 久慈町漁業協同組合
- 久慈町丸小漁業協同組合
- 磯崎漁業協同組合
- 那珂湊漁業協同組合
- 大洗町漁業協同組合
- 鹿島灘漁業協同組合
- はさき漁業協同組合（2007年9月1日に波崎漁業協同組合と波崎共栄漁業協同組合が合併）
- 霞ヶ浦町漁業協同組合
- 田余漁業協同組合
- 新治玉川漁業協同組合
- 玉造漁業協同組合
- 麻生町漁業協同組合
- きたうら広域漁業協同組合
- 大涸沼漁業協同組合

### 栃木県
- 栗山村漁業協同組合
- 今北漁業協同組合
- 鬼怒川漁業協同組合
- 黒川漁業協同組合
- 西大芦業協同組合
- 荒井川漁業協同組合
- 小倉川漁業協同組合
- 粕尾漁業協同組合
- 永野川漁業協同組合
- 下都賀漁業協同組合
- 渡良瀬漁業協同組合
- 足尾町漁業協同組合
- 塩原漁業協同組合
- 那珂川北部漁業協同組合
- 那珂川南部漁業協同組合
- 那珂川中央漁業協同組合
- 茂木町漁協漁業協同組合
- 栃木県養殖漁業協同組合

### 群馬県
- 利根漁業協同組合
- 阪東漁業協同組合
- 群馬漁業協同組合
- 吾妻漁業協同組合
- 上州漁業協同組合
- 烏川漁業協同組合
- 両毛漁業協同組合
- 東毛漁業協同組合
- 神流川漁業協同組合
- 南甘漁業協同組合
- 上野村漁業協同組合
- 邑楽漁業協同組合
- 近藤沼漁業協同組合
- 日向漁業協同組合
- 城沼漁業協同組合
- 赤城大沼漁業協同組合
- 榛名湖漁業協同組合
- 群馬県養鱒漁業協同組合

### 埼玉県
- 秩父漁業協同組合
- 入間漁業協同組合
- 埼玉中央漁業協同組合
- 武蔵漁業協同組合
- 埼玉西部漁業協同組合
- 埼玉南部漁業協同組合
- 児玉郡市漁業協同組合
- 北埼利根漁業協同組合
- 埼玉県北部漁業協同組合
- 埼玉東部漁業協同組合

### 千葉県
- 市川市漁業協同組合 （市川市）
- 船橋市漁業協同組合 （船橋市）
- 新木更津市漁業協同組合 （木更津市）
- 金田漁業協同組合 （木更津市）
- 富津漁業協同組合 （富津市）
- 新富津漁業協同組合 （富津市）
- 大佐和漁業協同組合 （富津市）
- 天羽漁業協同組合 （富津市）
- 鋸南町保田漁業協同組合 （安房郡鋸南町）
- 鋸南町勝山漁業協同組合 （安房郡鋸南町）
- 館山漁業協同組合 （館山市）
- 西岬漁業協同組合 （館山市）
- 波左間漁業協同組合 （館山市）
- 岩井富浦漁業協同組合 （南房総市）
- 東安房漁業協同組合 （南房総市）
- 鴨川市漁業協同組合 （鴨川市）
- 勝浦漁業協同組合 （勝浦市）
- 新勝浦市漁業協同組合 （勝浦市）
- 御宿岩和田漁業協同組合 （夷隅郡御宿町）
- 夷隅東部漁業協同組合 （いすみ市）
- 九十九里町漁業協同組合 （山武郡九十九里町）
- 海匝漁業協同組合 （旭市）
- 銚子市漁業協同組合 （銚子市）
- 千葉県旋網漁業協同組合
- 千葉県機船底曳網漁業協同組合
- 千葉県沿岸小型漁船漁業協同組合
- 養老川漁業協同組合
- 小櫃川漁業協同組合
- 湊川漁業協同組合
- 夷隅川漁業協同組合
- 南白亀川漁業協同組合
- 栗山川漁業協同組合
- 手賀沼漁業協同組合
- 我孫子手賀沼漁業協同組合
- 印旛沼漁業協同組合
- 佐原漁業協同組合
- 笹川漁業協同組合
- 中利根漁業協同組合
- 北総漁業協同組合
- 小糸川漁業協同組合
- 松戸市漁業協同組合
- 下利根漁業協同組合
- 一松内水面漁業協同組合
- 安房淡水漁業協同組合

### 東京都
- 大田漁業協同組合
- 芝漁業協同組合
- 港漁業協同組合
- 中央隅田漁業協同組合
- 佃島漁業協同組合
- 東京東部漁業協同組合
- 元町漁業協同組合
- 伊豆大島漁業協同組合
- 利島村漁業協同組合
- にいじま漁業協同組合
- 神津島漁業協同組合
- 三宅島漁業協同組合
- 御蔵島村漁業協同組合
- 八丈島漁業協同組合
- 小笠原島漁業協同組合
- 小笠原母島漁業協同組合
- 秋川漁業協同組合
- 奥多摩漁業協同組合
- 小河内漁業協同組合
- 恩方漁業協同組合
- 多摩川漁業協同組合
- 氷川漁業協同組合
- 東京都鮎鱒養殖漁業協同組合

### 神奈川県
- 横浜東漁業協同組合
- 横浜市漁業協同組合
- 横須賀市東部漁業協同組合
- 川崎河川漁業協同組合
- 上宮田漁業協同組合
- 城ヶ島漁業協同組合
- みうら漁業協同組合
- 諸磯漁業協同組合
- 初声漁業協同組合
- 長井町漁業協同組合
- 湘南漁業協同組合
- 小坪漁業協同組合
- 腰越漁業協同組合
- 江ノ島片瀬漁業協同組合
- 茅ヶ崎市漁業協同組合
- 平塚市漁業協同組合
- 大磯町漁業協同組合
- 二宮町漁業協同組合
- 小田原市漁業協同組合
- 岩漁業協同組合
- 真鶴町漁業協同組合
- 福浦漁業協同組合

## 中部地方

### 山梨県
- 峡北漁業協同組合
- 山梨中央漁業協同組合
- 峡東漁業協同組合
- 富士川漁業協同組合
- 早川漁業協同組合
- 丹波川漁業協同組合
- 小菅村漁業協同組合
- 桂川漁業協同組合
- 都留漁業協同組合
- 秋山漁業協同組合
- 忍草漁業協同組合
- 道志村漁業協同組合
- 山中湖漁業協同組合
- 河口湖漁業協同組合
- 西湖漁業協同組合
- 精進湖漁業協同組合
- 本栖湖漁業協同組合
- 山梨県養殖漁業協同組合

### 長野県
- 南佐久南部漁業協同組合
- 佐久漁業協同組合
- 上小漁業協同組合
- 更埴漁業協同組合
- 千曲川漁業協同組合
- 北信漁業協同組合
- 高水漁業協同組合
- 奈良井川漁業協同組合
- 波田漁業協同組合
- 安曇漁業協同組合
- 犀川漁業協同組合
- 北安中部漁業協同組合
- 犀川殖産漁業協同組合
- 裾花川水系漁業協同組合
- 諏訪東部漁業協同組合
- 天竜川漁業協同組合
- 下伊那漁業協同組合
- 志賀高原漁業協同組合
- 姫川上流漁業協同組合
- 木曽川漁業協同組合
- 釜無川漁業協同組合
- 根羽川漁業協同組合
- 遠山漁業協同組合
- 諏訪湖漁業協同組合
- 松原湖漁業協同組合
- 野尻湖漁業協同組合
- 青木湖漁業協同組合
- 木崎湖漁業協同組合
- 佐久養殖漁業協同組合
- 長野県養殖漁業協同組合
- 信州虹鱒養殖漁業協同組合
- 平谷村漁業協同組合
- 浪合村漁業協同組合

### 新潟県
海面漁協
- 粟島浦漁業協同組合
- 聖籠町漁業協同組合
- 新潟漁業協同組合
- 寺泊漁業協同組合
- 上越市漁業協同組合
- 名立漁業協同組合
- 上越漁業協同組合
- 青海町漁業協同組合
- 佐渡漁業協同組合
- 水津漁業協同組合
- 羽吉浜漁業協同組合
- 内浦漁業協同組合
- 内海府漁業協同組合
- 加茂湖漁業協同組合
- 高千漁業協同組合
- 姫津漁業協同組合
- 相川漁業協同組合

内水面漁協
- 山北町大川漁業協同組合
- 三面川鮭産漁業協同組合
- 荒川漁業協同組合
- 胎内川漁業協同組合
- 加治川漁業協同組合
- 阿賀野川漁業協同組合
- 東蒲原郡漁業協同組合
- 松浜内水面漁業協同組合
- 濁川漁業協同組合
- 福島潟新井郷川漁業協同組合
- 新潟市大形地区漁業協同組合
- 鳥屋野潟漁業協同組合
- 信濃川漁業協同組合
- 赤塚漁業協同組合
- 加茂川漁業協同組合
- 五十嵐川漁業協同組合
- 刈谷田川漁業協同組合
- 魚沼漁業協同組合
- 中魚沼郡漁業協同組合
- 柏崎・刈羽内水面漁業協同組合
- 柿崎町内水面漁業協同組合
- 関川水系漁業協同組合
- 桑取川漁業協同組合
- 能生内水面漁業協同組合
- 糸魚川内水面漁業協同組合
- 国府川漁業協同組合
- 羽茂川内水面漁業協同組合

### 富山県
- 朝日町漁業協同組合
- 泊漁業協同組合
- 入善漁業協同組合
- くろべ漁業協同組合
- 魚津漁業協同組合
- 滑川漁業協同組合
- とやま市漁業協同組合
- 海老江漁業協同組合
- 堀岡漁業協同組合
- 新湊漁業協同組合
- 伏木漁業協同組合
- 氷見漁業協同組合
- 県鮭鱒漁業協同組合
- 県鮭鱒出漁漁業協同組合

### 石川県
- 石川県漁業協同組合

### 福井県
- 福井市漁業協同組合
- 九頭竜川中部漁業協同組合
- 勝山市漁業協同組合
- 大野市漁業協同組合
- 奥越漁業協同組合
- 日野川漁業協同組合
- 足羽川漁業協同組合
- 竹田川漁業協同組合
- 河野川漁業協同組合
- 北潟漁業協同組合
- 石徹白漁業協同組合

### 岐阜県
- 揖斐川上流漁業協同組合
- 揖斐川中部漁業協同組合
- 根尾川筋漁業協同組合
- 長良川漁業協同組合
- 長良川中央漁業協同組合
- 板取川上流漁業協同組合
- 美山漁業協同組合
- 津保川漁業協同組合
- 郡上漁業協同組合
- 木曽川・長良川下流漁業協同組合
- 日本ライン漁業協同組合
- 木曽川中流漁業協同組合
- 恵那漁業協同組合
- 可児漁業協同組合
- 岐阜県矢作川漁業協同組合
- 土岐川漁業協同組合
- 飛騨川漁業協同組合
- 馬瀬川上流漁業協同組合
- 馬瀬川下流漁業協同組合
- 和良川漁業協同組合
- 益田川漁業協同組合
- 益田川上流漁業協同組合
- 宮川漁業協同組合
- 宮川下流漁業協同組合
- 丹生川村漁業協同組合
- 高原川漁業協同組合
- 荘川漁業協同組合
- 牧田川漁業協同組合

### 静岡県
海面漁協
- 初島漁業協同組合
- 大熱海漁業協同組合
- いとう漁業協同組合
- 伊豆漁業協同組合
- 戸田漁業協同組合
- 内浦漁業協同組合
- 静浦漁業協同組合
- 沼津我入道漁業協同組合
- 田子の浦漁業協同組合
- 由比港漁業協同組合
- 清水漁業協同組合
- 静岡漁業協同組合
- 焼津漁業協同組合
- 小川漁業協同組合
- 大井川港漁業協同組合
- 南駿河湾漁業協同組合
- 遠州漁業協同組合
- 浜名漁業協同組合

内水面漁協
- 伊東市松川漁業協同組合
- 東伊豆非出資漁業協同組合
- 河津川非出資漁業協同組合
- 稲生沢川漁業協同組合
- 那賀川非出資漁業協同組合
- 仁科川非出資漁業協同組合
- 狩野川漁業協同組合
- 鮎沢川漁業協同組合
- 富士宮市非出資漁業協同組合
- 芝川観光非出資漁業協同組合
- 興津川非出資漁業協同組合
- 安倍藁科川漁業協同組合
- 鯨ヶ池非出資漁業協同組合
- 井川漁業協同組合
- 瀬戸川朝比奈川非出資漁業協同組合
- 大井川非出資漁業協同組合
- 新大井川非出資漁業協同組合
- 原野谷川非出資漁業協同組合
- 太田川漁業協同組合
- 天竜川漁業協同組合
- 佐久間ダム非出資漁業協同組合
- 阿多古川漁業協同組合
- 気田川漁業協同組合
- 水窪川非出資漁業協同組合
- 浦川非出資漁業協同組合
- 都田川非出資漁業協同組合

業種別漁協
- 富士養鱒漁業協同組合
- 静岡うなぎ漁業協同組合
- 浜名湖養魚漁業協同組合
- 静岡県無線漁業協同組合
- 焼津鰹節水産加工業協同組合

### 愛知県
海面漁協
- 鬼崎漁業協同組合（常滑市）
- 常滑漁業協同組合（常滑市）
- 小鈴谷漁業協同組合（常滑市）
- 野間漁業協同組合（美浜町）
- 豊浜漁業協同組合（南知多町）
- 師崎漁業協同組合（南知多町）
- 篠島漁業協同組合（南知多町）
- 日間賀島漁業協同組合（南知多町）
- 片名漁業協同組合（南知多町）
- 大井漁業協同組合（南知多町）
  - 豊丘支所（南知多町）
- 美浜町漁業協同組合（美浜町）
- 大浜漁業協同組合（西尾市）
- 西三河漁業協同組合（西尾市）
  - 西尾支所（西尾市）
  - 栄生支所（西尾市）
  - 一色支所（西尾市）
  - 佐久島支所（西尾市）
  - 吉良支所（西尾市）
- 衣崎漁業協同組合（西尾市）
- 幡豆漁業協同組合（西尾市）
- 東幡豆漁業協同組合（西尾市）
- 蒲郡漁業協同組合（蒲郡市）
  - 西浦支所（蒲郡市）
  - 形原支所（蒲郡市）
  - 竹島支所（蒲郡市）
- 三谷漁業協同組合（蒲郡市）
- 愛知外海漁業協同組合（田原市）
- 渥美漁業協同組合（田原市）
- 中山漁業協同組合（田原市）
- 中小山漁業協同組合（田原市）
- 木曽川漁業協同組合（一宮市）

内水面漁協
- 愛北漁業協同組合（犬山市）
- 立田漁業協同組合（愛西市）
- 矢作川漁業協同組合（豊田市）
- 油ヶ渕漁業協同組合（碧南市）
- 岡崎市漁業協同組合（岡崎市）
- 巴川漁業協同組合（豊田市）
- 男川漁業協同組合（岡崎市）
- 下豊川漁業協同組合（豊橋市）
- 豊川上漁業協同組合（新城市）
- 寒狭川下漁業協同組合（新城市）
- 寒狭川中部漁業協同組合（新城市）
- 宇連川漁業協同組合（新城市）
- 三輪川下漁業協同組合（新城市）
- 寒狭川上流漁業協同組合（設楽町）
- 振草川漁業協同組合（東栄町）
- 大入川漁業協同組合（豊根村）
- 名倉川漁業協同組合（豊田市）
- 三河湖漁業協同組合（豊田市）

業種別漁協
- 弥富金魚漁業協同組合（弥富市）
- 碧海養鰻漁業協同組合（高浜市）
- 一色うなぎ漁業協同組合（西尾市）
- 豊橋養鰻漁業協同組合（豊橋市）
- 愛知県鮎養殖漁業協同組合（豊川市）
- 愛知県淡水養殖漁業協同組合（設楽町）

### 三重県
- 伊曽島漁業協同組合
- 赤須賀漁業協同組合
- 四日市市漁業協同組合
- 鈴鹿市漁業協同組合
- 白塚漁業協同組合
- 松阪漁業協同組合
- 伊勢湾漁業協同組合
- 鳥羽磯部漁業協同組合
- 三重外湾漁業協同組合（2010年2月に志摩の国・鵜方・布施田・くまの灘・錦・長島町・海山・須賀利・九鬼・三木浦・曽根浦・梶賀浦の12漁協を統合して発足。）
- 熊野漁業協同組合
- 紀南漁業協同組合

業種別漁協
- 三重県ばっち網漁業協同組合
- 三重県真珠養殖漁業協同組合
- 神明真珠養殖漁業協同組合
- 立神真珠養殖漁業協同組合
- 船越真珠養殖漁業協同組合
- 片田真珠養殖漁業協同組合
- 越賀真珠漁業協同組合

## 近畿地方

### 滋賀県
- 滋賀びわ湖漁業協同組合
- 守山漁業協同組合
- 能登川漁業協同組合
- 両浜漁業協同組合
- 河瀬鮎苗漁業協同組合
- 河瀬漁業協同組合
- 河瀬第一協同漁業協同組合
- 彦根中部漁業協同組合
- 上多良漁業協同組合
- 虎姫漁業協同組合
- 朝日漁業協同組合
- 西浅井漁業協同組合
- 百瀬漁業協同組合
- 今津漁業協同組合
- 湖西漁業協同組合
- 北船木漁業協同組合
- 高島漁業協同組合
- 志賀町漁業協同組合
- 葛川漁業協同組合
- 勢多川漁業協同組合
- 野洲川漁業協同組合
- 土山漁業協同組合
- 日野町漁業協同組合
- 愛知川漁業協同組合
- 愛知川上流漁業協同組合
- 大滝漁業協同組合
- 高時川漁業協同組合
- 杉野川漁業協同組合
- 草野川漁業協同組合
- 姉川上流漁業協同組合
- 丹生川漁業協同組合
- 余呉湖漁業協同組合
- 柳ヶ瀬川漁業協同組合
- 三谷漁業協同組合
- 廣瀬漁業協同組合
- 朽木漁業協同組合
- 高島鴨川漁業協同組合
- 非出資大戸川漁業協同組合

### 京都府
- 京都府漁業協同組合

### 大阪府
- 大阪市漁業協同組合
- 大阪住吉漁業協同組合
- 堺市漁業協同組合
- 堺市沿岸漁業協同組合
- 堺市出島漁業協同組合
- 堺市浜寺漁業協同組合
- 高石市漁業協同組合
- 泉大津漁業協同組合
- 忠岡町漁業協同組合
- 春木漁業協同組合
- 岸和田市漁業協同組合
- 北中通漁業協同組合
- 泉佐野漁業協同組合
- 田尻漁業協同組合
- 岡田浦漁業協同組合
- 樽井漁業協同組合
- 尾崎漁業協同組合
- 西鳥取漁業協同組合
- 下荘漁業協同組合
- 淡輪漁業協同組合
- 深日漁業協同組合
- 谷川漁業協同組合
- 小島漁業協同組合
- 大阪府鰮巾着網漁業協同組合

### 兵庫県
- 兵庫漁業協同組合
- 神戸市漁業協同組合
- 明石浦漁業協同組合
- 林崎漁業協同組合
- 江井ヶ島漁業協同組合
- 東二見漁業協同組合
- 西二見漁業協同組合
- 播磨町漁業協同組合
- 東播磨漁業協同組合
- 高砂漁業協同組合
- 荒井漁業協同組合
- 伊保漁業協同組合
- 姫路市漁業協同組合
- 家島漁業協同組合
- 坊勢漁業協同組合
- 岩見漁業協同組合
- 室津漁業協同組合
- 相生漁業協同組合
- 赤穂市漁業協同組合
- 由良町中央漁業協同組合
- 由良漁業協同組合
- 東由良町漁業協同組合
- 由良町漁業協同組合連合会
- 洲本漁業協同組合
- 炬口漁業協同組合
- 津名漁業協同組合
- 仮屋漁業協同組合
- 淡路町岩屋漁業協同組合
- 富島漁業協同組合
- 浅野浦漁業協同組合
- 育波浦漁業協同組合
- 室津浦漁業協同組合
- 一宮町漁業協同組合
- 五色町漁業協同組合
- 湊漁業協同組合
- 南あわじ漁業協同組合
- 福良漁業協同組合
- 南淡漁業協同組合
- 沼島漁業協同組合
- 但馬漁業協同組合
- 浜坂町漁業協同組合

### 奈良県
- 下北山村漁業協同組合
- 上北山村漁業協同組合
- 十津川村漁業協同組合
- 大塔村漁業協同組合
- 天川村漁業協同組合
- 五條市漁業協同組合
- 吉野漁業協同組合
- 川上村漁業協同組合
- 東吉野村漁業協同組合
- 西吉野村漁業協同組合
- 丹生川漁業協同組合
- 黒滝川漁業協同組合
- 波多野漁業協同組合
- 豊里漁業協同組合
- 室生漁業協同組合
- 曽爾村漁業協同組合
- 御仗村漁業協同組合
- 初瀬川水域漁業協同組合

### 和歌山県
- 加太漁業協同組合
- 西脇漁業協同組合
- 雑賀崎漁業協同組合
- 田野浦漁業協同組合
- 和歌浦漁業協同組合
- 和歌川漁業協同組合
- 毛見浦漁業協同組合
- 布引漁業協同組合
- 冷水浦漁業協同組合
- 塩津漁業協同組合
- 戸坂漁業協同組合
- 大崎漁業協同組合
- 下津漁業協同組合
- 初島漁業協同組合
- 箕島町漁業協同組合
- 北箕島漁業協同組合
- 逢井漁業協同組合
- 千田漁業協同組合
- 田村漁業協同組合
- 栖原漁業協同組合
- 湯浅中央漁業協同組合
- 唐尾漁業協同組合
- 御坊市漁業協同組合
- 衣奈浦漁業協同組合
- 小引浦漁業協同組合
- 大引漁業協同組合
- 由良町漁業協同組合
- 由良浦漁業協同組合
- 比井崎漁業協同組合
- 三尾漁業協同組合
- 美浜町漁業協同組合
- 印南町漁業協同組合
- 南部町漁業協同組合
- 田辺漁業協同組合
- 湊浦漁業協同組合
- 新庄漁業協同組合
- 堅田漁業協同組合
- 白浜漁業協同組合
- 日置漁業協同組合
- すさみ漁業協同組合
- 串本漁業協同組合
- 大島漁業協同組合
- 樫野漁業協同組合
- 須江漁業協同組合
- 西向漁業協同組合
- 古座漁業協同組合
- 津荷漁業協同組合
- 下田原漁業協同組合
- 太地漁業協同組合
- 浦神漁業協同組合
- 勝浦漁業協同組合
- 那智漁業協同組合
- 宇久井漁業協同組合
- 三輪崎漁業協同組合
- 新宮漁業協同組合

## 中四国地方

### 鳥取県
- 鳥取県漁業協同組合
- 田後漁業協同組合
- 中部漁業協同組合
- 赤碕町漁業協同組合
- 米子市漁業協同組合

### 島根県
- 漁業協同組合JFしまね
- 宍道湖漁業協同組合
- 高津川漁業協同組合
- 江川漁業協同組合

### 岡山県
- 牛窓町漁業協同組合
- 日生町地漁業協同組合
- 伊里漁業協同組合
- 邑久町漁業協同組合
- 朝日漁業協同組合
- 幸町漁業協同組合
- 西大寺漁業協同組合
- 津田漁業協同組合
- 光政漁業協同組合
- 岡山市海岸漁業協同組合
- 岡山市漁業協同組合
- 小串漁業協同組合
- 鉾立漁業協同組合
- 胸上漁業協同組合
- 玉野市漁業協同組合
- 日比漁業協同組合
- 唐琴漁業協同組合
- 琴浦漁業協同組合
- 味野湾漁業協同組合
- 大畠漁業協同組合
- 第一大畠漁業協同組合
- 児島漁業協同組合
- 第一田ノ浦吹上漁業協同組合
- 本田ノ浦吹上漁業協同組合
- 長浜漁業協同組合
- 備南漁業協同組合
- 下西漁業協同組合
- 第一下津井漁業協同組合
- 下津井漁業協同組合
- 水島呼松漁業協同組合
- 倉敷市運島漁業協同組合
- 乙島漁業協同組合
- 黒崎漁業協同組合
- 寄島町漁業協同組合
- 笠岡市大島漁業協同組合
- 笠岡湾漁業協同組合
- 笠岡市漁業協同組合

### 広島県
- くば漁業協同組合
- 阿多田島漁業協同組合
- 地御前漁業協同組合
- 大野漁業協同組合
- 大野町漁業協同組合
- 宮島漁業協同組合
- 三高漁業協同組合
- 美能漁業協同組合
- 沖漁業協同組合
- 内能美漁業協同組合
- 鹿川漁業協同組合
- 大原漁業協同組合
- 深江漁業協同組合
- 大柿町漁業協同組合
- 広島市漁業協同組合
- 仁保漁業協同組合
- 海田市漁業協同組合
- 矢野漁業協同組合
- 坂町漁業協同組合
- 東江漁業協同組合
- 江田島漁業協同組合
- 切串漁業協同組合
- 音戸漁業協同組合
- 田原漁業協同組合
- 早瀬漁業協同組合
- 倉橋西部漁業協同組合
- 倉橋島漁業協同組合
- 下蒲刈町漁業協同組合
- 吉浦漁業協同組合
- 阿賀漁業協同組合
- 広漁業協同組合
- 安浦漁業協同組合
- 早田原漁業協同組合
- 安芸津漁業協同組合

### 山口県
- 山口県漁業協同組合
- 和木漁業協同組合
- 岩国市漁業協同組合
- 由宇漁業協同組合
- 通津漁業協同組合
- 久賀漁業協同組合
- 柱島漁業協同組合
- 大島町漁業協同組合
- 東和町漁業協同組合
- 神代漁業協同組合
- 柳井市漁業協同組合
- 祝島漁業協同組合
- 新宇部漁業協同組合
- 宇部岬漁業協同組合
- 王喜漁業協同組合
- 壇ノ浦漁業協同組合
- 黒井漁業協同組合
- 豊北町漁業協同組合
- 角島漁業協同組合

### 徳島県
- 宍喰漁業協同組合
- 鞆浦漁業協同組合
- 浅川漁業協同組合
- 牟岐町漁業協同組合
- 牟岐東漁業協同組合
- 日和佐町漁業協同組合
- 木岐漁業協同組合
- 東由岐漁業協同組合
- 志和岐漁業協同組合
- 阿部漁業協同組合
- 伊座利漁業協同組合
- 伊島漁業協同組合
- 椿泊漁業協同組合
- 阿南漁業協同組合
- 橘町漁業協同組合
- 中林漁業協同組合
- 福村漁業協同組合
- 中島漁業協同組合
- 阿南中央漁業協同組合
- 和田島漁業協同組合
- 小松島漁業協同組合
- 徳島市漁業協同組合
- 徳島市辰巳漁業協同組合
- 徳島市第一漁業協同組合
- 応神町漁業協同組合
- 徳島市住吉漁業協同組合
- 渭東漁業協同組合
- 川内漁業協同組合
- 長原漁業協同組合
- 大津漁業協同組合
- 里浦漁業協同組合
- 新鳴門漁業協同組合
- 鳴門町漁業協同組合
- 室撫佐漁業協同組合
- 堂浦漁業協同組合
- 北泊漁業協同組合
- 北灘漁業協同組合

### 香川県
- 引田漁業協同組合
- 東讃漁業協同組合
- 鶴羽漁業協同組合
- 津田漁業協同組合
- 鴨庄漁業協同組合
- 志度漁業協同組合
- 牟礼漁業協同組合
- 庵治漁業協同組合
- 屋島漁業協同組合
- 高松市東部漁業協同組合
- 高松市瀬戸内漁業協同組合
- 女木島漁業協同組合
- 男木島漁業協同組合
- 香西漁業協同組合
- 下笠居漁業協同組合
- 直島漁業協同組合
- 土庄中央漁業協同組合
- 四海漁業協同組合
- 北浦漁業協同組合
- 唐櫃漁業協同組合
- 内海町漁業協同組合
- 池田漁業協同組合
- 松山漁業協同組合
- 坂出市漁業協同組合
- 与島漁業協同組合
- 宇多津漁業協同組合
- 中讃西部漁業協同組合
- 本島漁業協同組合
- 白方漁業協同組合
- 多度津町高見漁業協同組合
- 粟島漁業協同組合
- 詫間漁業協同組合
- 西詫間漁業協同組合
- 仁尾町漁業協同組合
- 西かがわ漁業協同組合
- 観音寺漁業協同組合
- 伊吹漁業協同組合
- 香川県無線漁業協同組合
- 香川県かん水養殖漁業協同組合

### 愛媛県
- 愛媛県漁業協同組合
- 松山市漁業協同組合
- 松前町漁業協同組合
- 伊予漁業協同組合
- 上灘漁業協同組合
- 長浜町漁業協同組合
- 愛南漁業協同組合
- 八幡浜漁業協同組合

### 高知県
- 高知県漁業協同組合
- 野根漁業協同組合
- 吉良川町漁業協同組合
- 羽根町漁業協同組合
- 奈半利町漁業協同組合
- 安芸漁業協同組合
- 浜改田漁業協同組合
- 十市漁業協同組合
- 春野町漁業協同組合
- 大谷漁業協同組合
- 野見漁業協同組合
- 須崎釣漁業協同組合
- 錦浦漁業協同組合
- 須崎町漁業協同組合
- 久礼漁業協同組合
- 上ノ加江漁業協同組合
- 興津漁業協同組合
- 下田漁業協同組合
- 窪津漁業協同組合
- すくも湾漁業協同組合
- 橘浦漁業協同組合
- 藻津漁業協同組合

## 九州沖縄地方

### 福岡県
JF福岡ぎょれん傘下（玄界灘・響灘）
- 糸島漁業協同組合
- 福岡市漁業協同組合
- 新宮相島漁業協同組合
- 宗像漁業協同組合
- 遠賀漁業協同組合
- ひびき灘漁業協同組合
- 北九州市漁業協同組合

JF福岡有明海漁連傘下
- 大川市漁業協同組合
- 川口漁業協同組合
- 浜武漁業協同組合
- 沖端漁業協同組合
- 両開漁業協同組合
- 柳川漁業協同組合
- 皿垣開漁業協同組合
- 有明漁業協同組合
- 山門羽瀬漁業協同組合
- 大和漁業協同組合
- 中島漁業協同組合
- 高田漁業協同組合
- 三浦海苔生産漁業協同組合
- 三浦第一漁業協同組合
- 手鎌漁業協同組合
- 三里漁業協同組合
- 新大牟田漁業協同組合

豊前海区（上位団体無し）
- 豊前海北部漁業協同組合
- 北九州東部漁業協同組合
- 曽根漁業協同組合
- 苅田町漁業協同組合
- 行橋市漁業協同組合
- 蓑島漁業協同組合
- 豊築漁業協同組合
- 吉富漁業協同組合

### 佐賀県
- 佐賀玄海漁業協同組合
- 屋形石漁業協同組合
- 小川島漁業協同組合
- 外津漁業協同組合
- 仮屋漁業協同組合
- 大浦浜漁業協同組合
- 佐賀県有明海漁業協同組合

### 長崎県
- 長崎市みなと漁業協同組合
- 長崎市福田漁業協同組合
- 長崎市新三重漁業協同組合
- 長崎市たちばな漁業協同組合
- 長崎市茂木漁業協同組合
- 野母崎三和漁業協同組合
- 西彼南部漁業協同組合
- 大瀬戸町漁業協同組合
- 西海大崎漁業協同組合
- 島原漁業協同組合
- 諫早湾漁業協同組合
- 有明漁業協同組合
- 深江町漁業協同組合
- 布津町漁業協同組合
- 有家町漁業協同組合
- 西有家町漁業協同組合
- 島原半島南部漁業協同組合
- 橘湾東部漁業協同組合
- 橘湾中央漁業協同組合
- 大村市漁業協同組合
- 大村湾東部漁業協同組合
- 多良見町漁業協同組合
- 大村湾漁業協同組合
- 西彼町漁業協同組合
- 瀬川漁業協同組合
- 針尾漁業協同組合
- 佐世保市南部漁業協同組合
- 川棚漁業協同組合
- 五島ふくえ漁業協同組合
- 五島漁業協同組合
- 奈留町漁業協同組合
- 若松町中央漁業協同組合
- 神部漁業協同組合
- 若松漁業協同組合
- 上五島町漁業協同組合
- 新魚目町漁業協同組合
- 有川町漁業協同組合
- 奈良尾町漁業協同組合
- 浜串漁業協同組合
- 佐世保市漁業協同組合
- 佐世保市相浦漁業協同組合
- 平戸市漁業協同組合
- 中野漁業協同組合
- 志々伎漁業協同組合
- 新松浦漁業協同組合
- 宇久小値賀漁業協同組合
- 生月漁業協同組合
- 舘浦漁業協同組合
- 大島村漁業協同組合
- 九十九島漁業協同組合
- 郷ノ浦町漁業協同組合
- 勝本町漁業協同組合
- 箱崎漁業協同組合
- 壱岐東部漁業協同組合
- 石田町漁業協同組合
- 厳原町漁業協同組合
- 阿須湾漁業協同組合
- 美津島町高浜漁業協同組合
- 美津島町漁業協同組合
- 美津島町西海漁業協同組合
- 豊玉町漁業協同組合
- 峰町東部漁業協同組合
- 上県町漁業協同組合
- 伊奈漁業協同組合
- 佐須奈漁業協同組合
- 上対馬南漁業協同組合
- 上対馬町漁業協同組合

### 熊本県
- 荒尾漁業協同組合
- 牛水漁業協同組合
- 長洲漁業協同組合
- 滑石漁業協同組合
- 大浜漁業協同組合
- 横島漁業協同組合
- 河内漁業協同組合
- 松尾漁業協同組合
- 小島漁業協同組合
- 沖新漁業協同組合
- 畠口漁業協同組合
- 海路口漁業協同組合
- 川口漁業協同組合
- 住吉漁業協同組合
- 網田漁業協同組合
- 三角町漁業協同組合
- 松合漁業協同組合
- 松橋小川漁業協同組合
- 竜北町漁業協同組合
- 鏡町漁業協同組合
- 昭和漁業協同組合
- 八代漁業協同組合
- 日奈久漁業協同組合
- 二見漁業協同組合
- 田浦漁業協同組合
- 津奈木漁業協同組合
- 水俣市漁業協同組合
- 有明町漁業協同組合
- 樋島漁業協同組合
- 大道漁業協同組合
- 倉岳町漁業協同組合
- 嵐口漁業協同組合
- 御所浦町漁業協同組合
- 栖本漁業協同組合
- 島子漁業協同組合
- 天草漁業協同組合
- 岱明漁業協同組合

### 大分県
- 大分県漁業協同組合
- 日田漁業協同組合
- 鶴崎漁業協同組合

### 宮崎県
- 串間漁業協同組合
- 島浦町漁業協同組合
- 延岡漁業協同組合
- 延岡市漁業協同組合
- 庵川漁業協同組合
- 門川漁業協同組合
- 日向市漁業協同組合
- 都農町漁業協同組合
- 川南町漁業協同組合
- 新富町漁業協同組合
- 一ツ瀬漁業協同組合
- 檍浜漁業協同組合
- 宮崎漁業協同組合
- 宮崎市漁業協同組合
- 日南市漁業協同組合
- 南郷漁業協同組合
- 外浦漁業協同組合
- 串間市漁業協同組合
- 串間市東漁業協同組合

### 鹿児島県
- 東町漁業協同組合
- 北さつま漁業協同組合
- 川内市漁業協同組合
- 甑島漁業協同組合
- 羽島漁業協同組合
- 串木野市漁業協同組合
- 串木野市島平漁業協同組合
- 市来町漁業協同組合
- 江口漁業協同組合
- 吹上町漁業協同組合
- 加世田市漁業協同組合
- 笠沙町漁業協同組合
- 野間池漁業協同組合
- 秋目漁業協同組合
- 久志漁業協同組合
- 坊泊漁業協同組合
- 枕崎市漁業協同組合
- かいゑい漁業協同組合
- 山川町漁業協同組合
- 指宿市漁業協同組合
- 喜入町漁業協同組合
- 谷山漁業協同組合
- 鹿児島市漁業協同組合
- 十島村漁業協同組合
- 三島村漁業協同組合
- 西桜島漁業協同組合
- 錦海漁業協同組合
- 錦江漁業協同組合
- 福山町漁業協同組合
- 牛根漁業協同組合
- 東桜島漁業協同組合
- 垂水市漁業協同組合
- 大根占町漁業協同組合
- 根占町漁業協同組合
- 佐多漁業協同組合
- 佐多岬漁業協同組合
- 内之浦漁業協同組合
- 高山町漁業協同組合
- 東串良漁業協同組合
- 志布志漁業協同組合
- 種子島漁業協同組合
- 南種子町漁業協同組合
- 屋久島漁業協同組合
- 龍郷町漁業協同組合
- 笠利町漁業協同組合
- 名瀬漁業協同組合
- 大和村漁業協同組合
- 宇検村漁業協同組合
- 瀬戸内漁業協同組合
- 喜界島漁業協同組合
- 徳之島漁業協同組合
- 天城町漁業協同組合
- 伊仙町漁業協同組合
- 沖永良部島漁業協同組合
- 与論町漁業協同組合
- 川内川漁業協同組合
- 日当山天降漁業協同組合
- 安楽川内水面漁業協同組合
- 網掛川漁業協同組合
- 別府川漁業協同組合
- 川内市内水面漁業協同組合

### 沖縄県
- 国頭漁業協同組合
- 羽地漁業協同組合
- 今帰仁漁業協同組合
- 本部漁業協同組合
- 名護漁業協同組合
- 恩納村漁業協同組合
- 金武漁業協同組合
- 石川市漁業協同組合
- 宜野座村漁業協同組合
- 勝連漁業協同組合
- 与那城町漁業協同組合
- 南原漁業協同組合
- 沖縄市漁業協同組合
- 読谷村漁業協同組合
- 北谷町漁業協同組合
- 浦添宜野湾漁業協同組合
- 那覇市沿岸漁業協同組合
- 那覇地区漁業協同組合
- 与那原西原町漁業協同組合
- 佐敷中城漁業協同組合
- 知念村漁業協同組合
- 港川漁業協同組合
- 糸満漁業協同組合
- 伊是那漁業協同組合
- 伊平屋村漁業協同組合
- 伊江漁業協同組合
- 久米島漁業協同組合
- 渡名喜村漁業協同組合
- 座間味村漁業協同組合
- 渡嘉敷漁業協同組合
- 平良市漁業協同組合
- 池間漁業協同組合
- 伊良部町漁業協同組合
- 八重山漁業協同組合
- 与那国町漁業協同組合